# Ноай, Филипп-Луи де
Филипп-Луи-Марк-Антуан де Ноай (фр. Philippe-Louis-Marc-Antoine de Noailles; 21 ноября 1752, Париж — 15 февраля 1819, Париж), герцог де Пуа и де Муши — французский государственный и военный деятель.

## Биография
Сын Филиппа де Ноая, 1-го герцога де Муши и 1-го герцога де Пуа, маршала Франции, и Анн-Клодин-Луизы д'Арпажон.
С рождения был рыцарем Мальтийского ордена, но после смерти старших братьев стал наследником. 2 сентября 1767 был назначен губернатором и капитаном охоты Версаля, Марли и зависимых от них местностей. В 1768 поступил на военную службу карабинером, в 1770 году стал капитаном драгунского полка Ноая, в 1774 году стал вторым полковником этого полка, сформированного некогда за свой счет его предком герцогом Анном-Жюлем де Ноаем, маршалом Франции, во время войны за Испанское наследство.
В том же году унаследовал должность капитана королевских телохранителей. 1 января 1784 произведен в бригадиры кавалерии. В 1785 году пожалован в рыцари ордена Золотого руна (испанского). 9 марта 1788 произведен в лагерные маршалы.
11 апреля 1789 был избран депутатом Генеральных штатов от бальяжа Амьена и Ама. Поначалу, под влиянием родственников, в том числе маркиза де Лафайета, был умеренным сторонником реформ. В июле был назначен командующим Национальной гвардией в Версале, 28 июля от имени этого подразделения предложил Ассамблее почетную охрану. Вскоре разочаровался в революции и подал в отставку, благодаря чему избежал необходимости идти на компромисс, что пришлось сделать его преемнику графу д'Эстену во время событий 5 и 6 ноября.
В мае 1790 вышел из состава Учредительного собрания. В 1791 году отправился в Кобленц к французским принцам, но встретил там плохой прием из-за своих связей с Лафайетом, и вернулся в Париж. Постоянно находился рядом к Людовиком XVI, при обороне Тюильри 10 августа 1792 среди всех офицеров Дома короля проявил наибольшую решимость, сопровождал монарха в Национальную ассамблею, и покинул Людовика только по прямому приказу последнего в день его ареста. За голову принца де Пуа была назначена цена, и ему пришлось бежать в Англию. В 1794 году его родители были гильотинированны и Филипп-Луи стал 2-м герцогом де Муши и де Пуа и грандом Испании 1-го класса.
Вернулся во Францию в 1800 году и до эпохи Реставрации жил как частное лицо. Ему удалось вернуть значительную часть семейных владений, в том числе землю Муши близ бурга Ноай. Людовик XVIII назначил его капитаном королевских телохранителей, передав ему роту Бово (Ноай был зятем князя де Бово), 4 июня 1814 назначил пэром Франции, 8-го произвел в генерал-лейтенанты, а также назначил управляющим Версалем и Трианоном.
Ноай присутствовал 7 марта 1815 в королевском кабинете и был свидетелем беседы Людовика XVIII с маршалом Неем, пообещавшим привезти Наполеона в Париж в железной клетке. об этом разговоре герцог сообщил в ноябре того же года в Палате пэров. В период Ста дней сопровождал короля в Гент, и вместе с ним вернулся во Францию. В 1816 году передал должность капитана гвардии своему сыну, герцогу де Муши, сохранив только место в Верхней палате и должность управляющего Версалем.
Жалованной грамотой от 20 декабря 1817 был возведен в звание наследственного герцога-пэра, таким образом став 1-м французским герцогом де Муши.
В 1818 году вместе со старшим сыном и герцогом де Грамоном проходил по делу графа Сен-Мориса, убитого на дуэли близ Тюильри.
Ноай мало вмешивался в дебаты в Палате пэров, где появлялся довольно редко, и в отчете о голосовании на процессе маршала Нея его имя не упоминается.

## Семья
Жена (9.09.1767): Анн-Луиза-Мари де Бово-Кран (1.04.1750—1834), дочь князя Шарля-Жюста де Бово-Крана, маршала Франции, и Мари-Софи де Ла-Тур д'Овернь
Дети:
- Шарль-Артюр-Тристан-Лангедок де Ноай (14.02.1771—2.02.1834), герцог де Пуа и де Муши. Жена (1790): Натали Люси Леонтин де Лаборд (1774—1835)
- Антонен-Клод-Доминик-Жюст де Ноай (22.08.1777—1.08.1846), герцог де Пуа и де Муши. Жена (1803): Франсуаза-Ксавьера-Мелани-Онорин де Талейран-Перигор (1785—1863)